# متلازمة فيتنام

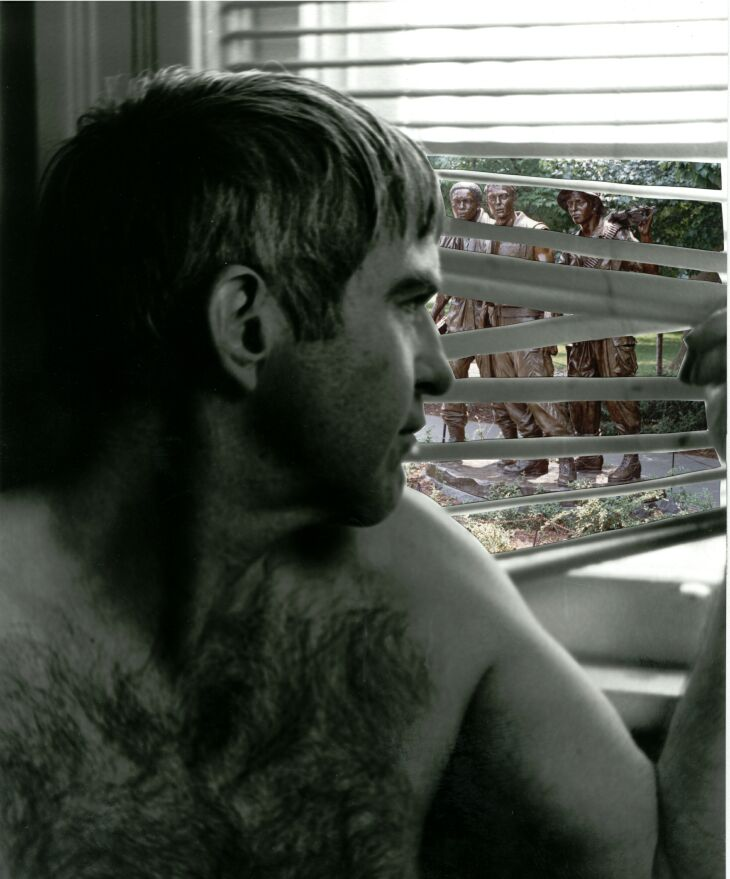
صورة لشخص مصاب بمتلازمة فيتنام

متلازمة فيتنام (بالإنجليزية: Vietnam Syndrome) هو مصطلح يُطلق في سياسات الولايات المتحدة ويشير إلى النفور العام للتدخلات العسكرية الأمريكية في الخارج بعد الجدل المحلي حول حرب فيتنام التي انتهت في عام ١٩٧٥م. أعراض المتلازمة بدأت في الظهور منذ أوائل الثمانينيات من القرن الماضي، وهي مزيج من الرأي العام المنحاز على ما يبدو ضد الحرب، والتردد النسبي في نشر القوات البرية واستخدام التجنيد الإجباري.